# 药山镇 (巧家县)
药山镇，是中华人民共和国云南省昭通市巧家县下辖的一个镇。

## 行政区划
药山镇下辖以下地区：
荞麦地村、大村、麦坪村、药山村、半箐村、小村、大园村、团堡村、木瓦村、洗羊塘村、塘上村、大富村、发拉村、羊场村、发泥村、座脚村和天生村。

## 中国传统村落
2013年8月，半箐村被评为第二批中国传统村落。